# Alfonso Michel Martínez
Alfonso Michel Martínez (* 1897 in Colima; † 1957 in Mexiko-Stadt) war ein bedeutender mexikanischer Künstler.
1897 wurde Alfonso Michel in der mexikanischen Stadt Colima geboren. 1921 zog er zuerst in die mexikanische Hauptstadt und dann nach San Francisco in Kalifornien. Dort begann er seine künstlerische Ausbildung. 1923 besuchte er mehrere Länder in Europa und verbrachte dann zwei Jahre in Florenz. Von 1925 bis 1930 lebte er in Paris, kehrt später aber wieder nach Mexiko zurück. In Guadalajara malte er mit Jesus Guerrero Galván und anderen Künstlern. Er war auch für einige Dekorationen in der Universität von Guadalajara verantwortlich. Später gab er die Kunst auf, um sich in sein Landgut in Colima zurückzuziehen, um allerdings kurz darauf wieder mit dem Malen zu beginnen. Er stellte seine Bilder 1945 in der Galería de Arte Mexicano in Mexiko-Stadt aus. Der Höhepunkt seiner Karriere war eine Ausstellung in Paris 1950. 1957 starb er in Mexiko-Stadt.

## Werke
Viele seiner Werke sind heute in der Pinakothek in Colima ausgestellt, die seinen Namen trägt. Die wichtigsten Werke dabei sind
- La carta, 1936
- El adiós, ca. 1944
- Adolescencia, ca. 1945
- La sibila, 1945
- El eco del mar, ca. 1945
- Tres mujeres, 1945
- La feria, 1945
- Carrusel, 1945
- La novia, 1945
- En el balcón, ca. 1947
- Desnudo, ca. 1948
- Agonía (La muerte del circo), 1949
- Cosas quietas, 1950
- Desnudo, ca. 1950
- Muchacho alegre, 1952
- Retrato de mujer, 1953
- Los abanicos, 1954
- Naturaleza muerta (frutero), 1955